# Diskografie Eminema
Eminemova diskografie zahrnuje jeho sólo studiová, kompilační i EP alba, současně popisuje i jeho singly. Eminem za svou kariéru (k roku 2013) celosvětově prodal přes sto milionů kusů alb, a tím je jedním z nejúspěšnějších hudebních umělců vůbec. V březnu 2022 se stal interpretem s nejvíce certifikacemi od RIAA. Ty zahrnovaly šest diamantových certifikací a celou řadu multiplatinových či zlatých. Dohromady RIAA Eminemovi udělila certifikace za 227,5 milionu prodaných kusů.

## Studiová alba
| Rok  | Album                                                                                                | Nejvyšší umístění v hitparádě | Nejvyšší umístění v hitparádě | Nejvyšší umístění v hitparádě | Nejvyšší umístění v hitparádě | Nejvyšší umístění v hitparádě | Nejvyšší umístění v hitparádě | Nejvyšší umístění v hitparádě | Nejvyšší umístění v hitparádě | Nejvyšší umístění v hitparádě | Nejvyšší umístění v hitparádě | Nejvyšší umístění v hitparádě | Prodáno                                      | Certifikace                                                                                          |
| Rok  | Album                                                                                                | US 200                        | US R&B                        | AUS                           | AUT                           | BEL                           | CAN                           | NZ                            | SWE                           | SWI                           | UK                            | CZ                            | Prodáno                                      | Certifikace                                                                                          |
| ---- | --- | ----------------------------- | ----------------------------- | ----------------------------- | ----------------------------- | ----------------------------- | ----------------------------- | ----------------------------- | ----------------------------- | ----------------------------- | ----------------------------- | ----------------------------- | -------------------------------------------- | --- |
| 1996 | Infinite - Vydáno: listopad 1996 - Formát: CD, audiokazeta                                           | —                             | —                             | —                             | —                             | —                             | —                             | —                             | —                             | —                             | —                             | *                             | USA: 1 000                                   | — |
| 1999 | The Slim Shady LP - Vydáno: 23. února 1999 - Formát: CD, audiokazeta, LP deska                       | 2                             | 1                             | 49                            | 12                            | 7                             | 9                             | 23                            | 40                            | 25                            | 1                             | *                             | US: 5,43 milionů Celosvětově: přes 9 milionů | US: 5× platinová AUS: platinová CAN: 2x platinová NZ: platinová UK: 3x platinová                     |
| 2000 | The Marshall Mathers LP - Vydáno: 23. května 2000 - Formát: CD, audiokazeta, LP deska                | 1                             | 1                             | 1                             | 1                             | 1                             | 1                             | 1                             | 2                             | 2                             | 1                             | *                             | US: 10,82 milionů Celosvětově: 21 milionů    | US: diamantová (11x platinová) AUS: 4× platinová CAN: 8× platinová NZ: 5× platinová UK: 8× platinová |
| 2002 | The Eminem Show - Vydáno: 28. května 2002 - Formát: CD, audiokazeta, LP deska                        | 1                             | 1                             | 1                             | 1                             | 1                             | 1                             | 1                             | 1                             | 1                             | 1                             | *                             | US: 10,33 milionů Celosvětově: 27 milionů    | US: diamantová (12x platinová) AUS: 2× platinová CAN: diamantová NZ: 9× platinová UK: 6× platinová   |
| 2004 | Encore - Vydáno: 12. listopadu 2004 - Formát: CD, LP deska                                           | 1                             | 1                             | 1                             | 2                             | 2                             | 1                             | 1                             | 2                             | 1                             | 1                             | *                             | US: 5,34 milionů Celosvětově: 11 milionů     | US: 5× platinová AUS: 6× platinová NZ: 5× platinová UK: 4× platinová                                 |
| 2009 | Relapse - Vydáno: 15. května 2009 - Formát: CD, MD, LP                                               | 1                             | 1                             | 1                             | —                             | 1                             | 1                             | 1                             | 3                             | 2                             | 1                             | 3                             | US: 2,33 milionů Celosvětově: 3 miliony      | US: 3x platinová AUS: 2x platinová NZ: platinová UK: 2x platinová                                    |
| 2010 | Recovery - Vydáno: 18. června 2010 - Formát: CD, MD, LP                                              | 1                             | 1                             | 1                             | 1                             | 2                             | 1                             | 1                             | 5                             | 1                             | 1                             | 8                             | US: 4,51 milionu Celosvětově: 10 milionů     | US: 8x platinová AUS: 4x platinová CAN: platinová NZ: platinová UK: 3x platinová                     |
| 2013 | The Marshall Mathers LP 2 - Vydáno: 5. listopadu 2013 - Formát: CD, MD, LP                           | 1                             | 1                             | 1                             | 1                             | —                             | 1                             | 1                             | —                             | 1                             | 1                             | 26                            | US: 2,2 milionu Celosvětově: 3,8 milionu     | US: 4x platinová CAN: 4x platinová AUS: 2x platinová NZ: platinová UK: 2x platinová                  |
| 2017 | Revival - Vydáno: 15. prosince 2017 - Formát: CD, MD, LP                                             | 1                             | 1                             | 1                             | 1                             | 6                             | 1                             | 3                             | 1                             | 1                             | 1                             | 15                            | US: 435 tisíc Celosvětově: 1,1 milionu       | US: platinová AUS: platinová CAN: platinová NZ: zlatá UK: platinová                                  |
| 2018 | Kamikaze - Vydáno: 31. srpna 2018 - Formát: CD, MD, LP                                               | 1                             | 1                             | 1                             | 1                             | 3                             | 1                             | 1                             | 1                             | 1                             | 1                             | 1                             | US: 493 tisíc Celosvětově: 2,8 milionu       | US: platinová AUS: platinová NZ: platinová UK: platinová                                             |
| 2020 | Music to Be Murdered By - Vydáno: 17. ledna 2020 Deluxe verze 18. prosince 2020 - Formát: CD, MD, LP | 1                             | 1                             | 1                             | 3                             | 1                             | 1                             | 1                             | 2                             | 1                             | 1                             | 1                             | US: 1,1 milionu Celosvětově: 2 miliony       | US: platinová AUS: zlatá CAN: platinová NZ: platinová UK: zlatá                                      |

## Kompilační alba
| Rok  | Album                                                                                                 | Nejvyšší umístění v hitparádě | Nejvyšší umístění v hitparádě | Nejvyšší umístění v hitparádě | Nejvyšší umístění v hitparádě | Nejvyšší umístění v hitparádě | Nejvyšší umístění v hitparádě | Nejvyšší umístění v hitparádě | Nejvyšší umístění v hitparádě | Nejvyšší umístění v hitparádě | Nejvyšší umístění v hitparádě | Nejvyšší umístění v hitparádě | Prodáno                                 | Ocenění                                                             |
| Rok  | Album                                                                                                 | US 200                        | US R&B                        | AUS                           | AUT                           | BEL                           | CAN                           | NZ                            | SWE                           | SWI                           | UK                            | CZ                            | Prodáno                                 | Ocenění                                                             |
| ---- | --- | ----------------------------- | ----------------------------- | ----------------------------- | ----------------------------- | ----------------------------- | ----------------------------- | ----------------------------- | ----------------------------- | ----------------------------- | ----------------------------- | ----------------------------- | --------------------------------------- | ------------------------------------------------------------------- |
| 2002 | Music from and Inspired by the Motion Picture 8 Mile - Vydáno: 29. října 2002 - Formát: VA Soundtrack | 1                             | 1                             | 1                             | —                             | 6                             | 1                             | 1                             | —                             | 3                             | 1                             | *                             | US: 4,85 miliónů Celosvětově: 9 miliónů | US: 4× platinová AUS: 4× platinová NZ: 4× platinová UK: stříbrná    |
| 2003 | The Singles - Vydáno: 23. prosince 2003 - Formát: box set (11 CD)                                     | —                             | —                             | —                             | —                             | —                             | —                             | —                             | —                             | —                             | —                             | *                             |                                         | —                                                                   |
| 2005 | Curtain Call: the Hits - kompilace největších hitů - Vydáno: 6. prosince 2005 - Formát: CD, LP deska  | 1                             | 2                             | 1                             | 5                             | 10                            | 1                             | 1                             | 6                             | 5                             | 1                             | 32                            | US: 7 miliónů                           | US: diamantová AUS: 12× platinová NZ: 5× platinová UK: 8× platinová |
| 2006 | Eminem Presents: The Re-Up - Vydáno: 4. prosince 2006 - Formát: CD, LP deska                          | 2                             | 2                             | 17                            | 12                            | 44                            | 2                             | 1                             | —                             | 9                             | —                             | —                             | US: přes 1 milión                       | US: platinová AUS: zlatá NZ: 2× platinová UK: platinová             |

## EP
| Rok  | Album                                                                             | Hitparády | Hitparády | Prodáno     | Ocenění   |
| Rok  | Album                                                                             | US 200    | US R&B    | Prodáno     | Ocenění   |
| ---- | --------------------------------------------------------------------------------- | --------- | --------- | ----------- | --------- |
| 1997 | The Slim Shady EP - Vydáno: 6. prosince 1997 - Formát: CD                         | —         | —         | —           | *         |
| 2003 | Straight From The Lab - Vydáno: 7. listopadu 2003 - Formát: CD                    | —         | —         | —           | *         |
| 2011 | Hell: The Sequel EP (s Royce da 5'9'') - Vydáno: 14. června 2011 - Formát: CD, MD | 1         | 1         | US: 693 000 | US: zlaté |

## Ostatní alba
| Rok  | Album                                                                                                 | Hitparády | Hitparády | Prodáno | Ocenění |
| Rok  | Album                                                                                                 | US 200    | US R&B    | Prodáno | Ocenění |
| ---- | --- | --------- | --------- | ------- | ------- |
| 1995 | Fuckin Backstabber (se Soul Intent) - Vydáno: 1995 (neznámé datum) - Formát: Audiokazeta, Singl, Demo | —         | —         | —       | *       |
| 2000 | Off The Wall - Vydáno: 17. března 2000 - Formát: CD, (Pirátská deska)                                 | —         | —         | —       | *       |
| 2000 | Fucking Crazy - Vydáno: 15. červen 2000 - Formát: CD, (Pirátská deska)                                | —         | —         | —       | *       |

## Singly
| Rok  | Název písně                                                     | Pozice v mezinárodních žebříčcích | Pozice v mezinárodních žebříčcích | Pozice v mezinárodních žebříčcích | Pozice v mezinárodních žebříčcích | Pozice v mezinárodních žebříčcích | Pozice v mezinárodních žebříčcích | Pozice v mezinárodních žebříčcích | Pozice v mezinárodních žebříčcích | Pozice v mezinárodních žebříčcích | Pozice v mezinárodních žebříčcích | Pozice v mezinárodních žebříčcích | Pozice v mezinárodních žebříčcích | Certifikace                                                                      | Album                                |
| Rok  | Název písně                                                     | US 100                            | US R&B                            | US Rap                            | AUS                               | AUT                               | BEL                               | IRE                               | NZ                                | SWE                               | SWI                               | UK                                | CZ                                | Certifikace                                                                      | Album                                |
| ---- | --------------------------------------------------------------- | --------------------------------- | --------------------------------- | --------------------------------- | --------------------------------- | --------------------------------- | --------------------------------- | --------------------------------- | --------------------------------- | --------------------------------- | --------------------------------- | --------------------------------- | --------------------------------- | -------------------------------------------------------------------------------- | ------------------------------------ |
| 1998 | "Just Don't Give a Fuck"                                        | 114                               | 62                                | 5                                 | —                                 | —                                 | —                                 | —                                 | —                                 | —                                 | —                                 | —                                 | *                                 | —                                                                                | The Slim Shady EP/ The Slim Shady LP |
| 1999 | "My Name Is"                                                    | 36                                | 18                                | 10                                | 13                                | 24                                | 33                                | 4                                 | 4                                 | 16                                | 29                                | 2                                 | *                                 | US: 2x platinová UK: platinová                                                   | The Slim Shady LP                    |
| 1999 | "Guilty Conscience" (ft. Dr. Dre)                               | —                                 | 56                                | —                                 | —                                 | —                                 | —                                 | 7                                 | —                                 | 25                                | —                                 | —                                 | *                                 | US: zlatá                                                                        | The Slim Shady LP                    |
| 2000 | "Bitch Please II" (ft. Dr. Dre, Snoop Dogg, Xzibit & Nate Dogg) | —                                 | 61                                | —                                 | —                                 | —                                 | —                                 | —                                 | —                                 | —                                 | —                                 | —                                 | *                                 | —                                                                                | The Marshall Mathers LP              |
| 2000 | "The Real Slim Shady"                                           | 4                                 | 11                                | 7                                 | 11                                | 6                                 | 7                                 | 1                                 | 15                                | 3                                 | 2                                 | 1                                 | *                                 | US: 4x platinová UK: platinová                                                   | The Marshall Mathers LP              |
| 2000 | "The Way I Am"                                                  | 58                                | 26                                | 24                                | 34                                | 11                                | 16                                | 4                                 | —                                 | 6                                 | 19                                | 8                                 | *                                 | US: platinová UK: stříbrná                                                       | The Marshall Mathers LP              |
| 2000 | "Stan" (ft. Dido)                                               | 51                                | 36                                | —                                 | 1                                 | 1                                 | 3                                 | 1                                 | 14                                | 3                                 | 1                                 | 1                                 | *                                 | US: 2x platinová AUS: 2× platinová UK: 2x platinová                              | The Marshall Mathers LP              |
| 2002 | "Without Me"                                                    | 2                                 | 13                                | 5                                 | 1                                 | 1                                 | 2                                 | 1                                 | 1                                 | 1                                 | 1                                 | 1                                 | *                                 | US: 4x platinová AUS: 3× platinová UK: platinová                                 | The Eminem Show                      |
| 2002 | "Cleanin' Out My Closet"                                        | 4                                 | 11                                | 5                                 | 3                                 | 5                                 | 6                                 | 3                                 | 5                                 | 3                                 | 5                                 | 4                                 | *                                 | US: 2x platinová AUS: platinová                                                  | The Eminem Show                      |
| 2002 | "Lose Yourself"                                                 | 1                                 | 4                                 | 2                                 | 1                                 | 1                                 | 1                                 | 1                                 | 1                                 | 1                                 | 1                                 | 1                                 | *                                 | US: diamantová AUS: 7× platinová UK: 2x platinová                                | 8 Mile                               |
| 2003 | "Superman" (ft. Dina Rae)                                       | 15                                | 44                                | 10                                | —                                 | —                                 | —                                 | —                                 | 42                                | —                                 | —                                 | —                                 | *                                 | US: platinová                                                                    | The Eminem Show                      |
| 2003 | "Sing for the Moment"                                           | 14                                | 101                               | 18                                | 5                                 | 7                                 | 6                                 | 3                                 | 5                                 | 11                                | 8                                 | 6                                 | *                                 | US: platinová AUS: platinová                                                     | The Eminem Show                      |
| 2003 | "Business"                                                      | —                                 | 77                                | 25                                | 4                                 | 22                                | 28                                | 7                                 | 14                                | —                                 | —                                 | 6                                 | *                                 | AUS: zlatá                                                                       | The Eminem Show                      |
| 2004 | "Just Lose It"                                                  | 6                                 | 35                                | 7                                 | 1                                 | 4                                 | 6                                 | 2                                 | 1                                 | 12                                | 1                                 | 1                                 | *                                 | US: 2x platinová AUS: platinová                                                  | Encore                               |
| 2004 | "Encore/Curtains Down" (ft. Dr. Dre & 50 Cent)                  | 25                                | 48                                | 20                                | —                                 | —                                 | —                                 | —                                 | —                                 | —                                 | —                                 | —                                 | *                                 | —                                                                                | Encore                               |
| 2005 | "Like Toy Soldiers"                                             | 34                                | 64                                | —                                 | 4                                 | 8                                 | 11                                | 3                                 | 2                                 | 14                                | 3                                 | 1                                 | 87                                | US: 3x platinová AUS: zlatá                                                      | Encore                               |
| 2005 | "Mockingbird"                                                   | 11                                | 51                                | 10                                | 9                                 | 18                                | 30                                | 7                                 | 8                                 | —                                 | 14                                | 4                                 | 45                                | US: 4x platinová AUS: zlatá                                                      | Encore                               |
| 2005 | "Ass Like That"                                                 | 60                                | 93                                | —                                 | 10                                | 27                                | 20                                | 4                                 | 9                                 | —                                 | 25                                | 4                                 | —                                 | US: platinová AUS: zlatá                                                         | Encore                               |
| 2005 | "When I'm Gone"                                                 | 8                                 | 96                                | 22                                | 1                                 | 7                                 | 8                                 | 5                                 | 2                                 | 5                                 | 7                                 | 4                                 | 25                                | US: 4x platinová AUS: zlatá UK: zlatá                                            | Curtain Call: the Hits               |
| 2006 | "Shake That" (ft. Nate Dogg)                                    | 6                                 | —                                 | 11                                | —                                 | —                                 | —                                 | —                                 | —                                 | 25                                | —                                 | —                                 | —                                 | US: 3x platinová                                                                 | Curtain Call: the Hits               |
| 2006 | "You Don't Know" (s 50 Cent, Lloyd Banks & Cashis)              | 12                                | 7                                 | —                                 | —                                 | —                                 | —                                 | 5                                 | —                                 | —                                 | —                                 | 32                                | —                                 | US: platinová                                                                    | Eminem Presents: The Re-Up           |
| 2007 | "Jimmy Crack Corn" (s 50 Cent)                                  | 101                               | —                                 | —                                 | —                                 | —                                 | —                                 | —                                 | —                                 | —                                 | —                                 | —                                 | —                                 | —                                                                                | Eminem Presents: The Re-Up           |
| 2009 | "Crack a Bottle" (ft. Dr. Dre a 50 Cent)                        | 1                                 | 60                                | 4                                 | 18                                | 39                                | —                                 | 6                                 | 6                                 | 9                                 | 4                                 | 4                                 | 3                                 | US: 2x platinová AUS: platinová UK: stříbrná                                     | Relapse                              |
| 2009 | "We Made You"                                                   | 9                                 | 108                               | 19                                | 1                                 | 13                                | 8                                 | 1                                 | 1                                 | 11                                | 4                                 | 4                                 | 5                                 | US: platinová AUS: 2x platinová                                                  | Relapse                              |
| 2009 | "3 a.m."                                                        | 32                                | —                                 | —                                 | 38                                | —                                 | —                                 | —                                 | —                                 | —                                 | —                                 | 56                                | —                                 | US: zlatá                                                                        | Relapse                              |
| 2009 | "Old Time's Sake" (ft. Dr. Dre)                                 | 25                                | 115                               | —                                 | 76                                | —                                 | —                                 | 49                                | —                                 | —                                 | —                                 | 61                                | —                                 | —                                                                                | Relapse                              |
| 2009 | "Beautiful"                                                     | 17                                | —                                 | —                                 | 5                                 | 11                                | 9                                 | 1                                 | 1                                 | 12                                | 8                                 | 12                                | 40                                | US: 3x platinová UK: stříbrná                                                    | Relapse                              |
| 2009 | "Forever" (s Drake, Kanye West, Lil Wayne)                      | 8                                 | 2                                 | 1                                 | —                                 | —                                 | —                                 | —                                 | —                                 | —                                 | —                                 | 43                                | —                                 | —                                                                                | Relapse: Refill                      |
| 2010 | "Not Afraid"                                                    | 1                                 | 70                                | 10                                | 4                                 | 5                                 | 13                                | 3                                 | 8                                 | 5                                 | 2                                 | 4                                 | 10                                | US: diamantová AUS: 5× platinová UK: platinová NZ: platinová                     | Recovery                             |
| 2010 | "Love the Way You Lie (ft. Rihanna)"                            | 1                                 | 14                                | 1                                 | 1                                 | 2                                 | 1                                 | 1                                 | 1                                 | 1                                 | 1                                 | 2                                 | 2                                 | US: 12× platinová (diamantová) AUS: diamantová UK: 2x platinová NZ: 2x platinová | Recovery                             |
| 2010 | "No Love (ft. Lil Wayne)"                                       | 23                                | 59                                | 9                                 | 21                                | 26                                | —                                 | 33                                | 22                                | —                                 | 39                                | 33                                | —                                 | US: 4x platinová AUS: platinová UK: stříbrná                                     | Recovery                             |
| 2011 | "Fast Lane" (s Royce da 5'9'')                                  | 32                                | —                                 | —                                 | —                                 | —                                 | —                                 | —                                 | 35                                | —                                 | —                                 | 66                                | —                                 | US: zlatá                                                                        | Hell: The Sequel EP                  |
| 2011 | "Lighters" (s Royce da 5'9" (ft. Bruno Mars))                   | 4                                 | 75                                | 7                                 | 17                                | 45                                | —                                 | 11                                | 2                                 | 33                                | 10                                | 30                                | —                                 | US: 2× platinová AUS: platinová                                                  | Hell: The Sequel EP                  |
| 2013 | "Berzerk"                                                       | 3                                 | 2                                 | 1                                 | 5                                 | 22                                | 42                                | 16                                | 12                                | 56                                | 9                                 | 2                                 | 41                                | US: 3x platinová AUS: 2x platinová MC: 2× platinová UK: stříbrná                 | The Marshall Mathers LP 2            |
| 2013 | "Survival"                                                      | 16                                | 6                                 | 4                                 | 18                                | 29                                | 44                                | 22                                | 13                                | 49                                | 13                                | 22                                | —                                 | US: platinová UK: stříbrná                                                       | The Marshall Mathers LP 2            |
| 2013 | "Rap God"                                                       | 7                                 | 2                                 | 1                                 | 15                                | 45                                | —                                 | 16                                | 4                                 | —                                 | 31                                | 5                                 | —                                 | US: 4x platinová CAN: platinová UK: platinová AUS: platinová                     | The Marshall Mathers LP 2            |
| 2013 | "The Monster" (ft. Rihanna)                                     | 1                                 | 1                                 | 1                                 | 1                                 | 6                                 | 2                                 | 1                                 | 1                                 | 1                                 | 1                                 | 1                                 | 4                                 | US: 6× platinová CAN: 2× platinová UK: platinová AUS: 5× platinová               | The Marshall Mathers LP 2            |
| 2014 | "Headlights" (ft. Nate Ruess)                                   | 45                                | 11                                | 5                                 | 21                                | —                                 | 40                                | 60                                | —                                 | —                                 | —                                 | 63                                | —                                 | US: platinová AUS: platinová                                                     | The Marshall Mathers LP 2            |
| 2014 | "Guts Over Fear" (ft. Sia)                                      | 22                                | 6                                 | 4                                 | 29                                | —                                 | 43                                | —                                 | —                                 | —                                 | 30                                | —                                 | —                                 | US: zlatá                                                                        | Shady XV                             |
| 2015 | "Phenomenal"                                                    | 47                                | 14                                | —                                 | —                                 | —                                 | —                                 | —                                 | —                                 | —                                 | —                                 | 57                                | —                                 | US: zlatá                                                                        | Southpaw                             |
| 2015 | "Kings Never Die" (ft. Gwen Stefani)                            | 80                                | 23                                | 19                                | 62                                | —                                 | —                                 | —                                 | —                                 | —                                 | —                                 | 82                                | —                                 | US: zlatá                                                                        | Southpaw                             |
| 2017 | "Walk on Water" (ft. Beyoncé)                                   | 14                                | 6                                 | —                                 | 10                                | 13                                | 32                                | 8                                 | 18                                | 7                                 | 5                                 | 7                                 | 27                                | CAN: platinová UK: stříbrná                                                      | Revival                              |
| 2017 | "River" (ft. Ed Sheeran)                                        | 11                                | 5                                 | —                                 | 2                                 | 1                                 | 3                                 | 2                                 | 3                                 | 1                                 | 2                                 | 1                                 | 4                                 | CAN: platinová UK: platinová AUS: 3x platinová NZ: platinová                     | Revival                              |
| 2018 | "Nowhere Fast" (featuring Kehlani)                              | —                                 | —                                 | —                                 | 76                                | —                                 | —                                 | 59                                | —                                 | 96                                | —                                 | —                                 | —                                 |                                                                                  | Revival                              |
| 2018 | "Remind Me"                                                     | —                                 | —                                 | —                                 | 83                                | —                                 | —                                 | 40                                | —                                 | 67                                | 24                                | —                                 | —                                 |                                                                                  | Revival                              |
| 2018 | "Fall"                                                          | 12                                | 10                                | —                                 | 22                                | 29                                | 4                                 | 15                                | 9                                 | 23                                | 7                                 | 8                                 | 13                                | CAN: zlatá UK: stříbrná                                                          | Kamikaze                             |
| 2018 | "Venom"                                                         | 43                                | 21                                | —                                 | 25                                | 39                                | —                                 | 24                                | 32                                | 64                                | 47                                | 16                                | 4                                 | UK: stříbrná                                                                     | Kamikaze                             |
| 2018 | "Lucky You" (ft. Joyner Lucas)                                  | 6                                 | 5                                 | —                                 | 4                                 | 13                                | 27                                | 7                                 | 2                                 | 3                                 | 2                                 | 6                                 | 3                                 | CAN: platinová UK: zlatá                                                         | Kamikaze                             |
| 2018 | "Killshot"                                                      | 3                                 | 2                                 | 2                                 | 11                                | —                                 | 41                                | 17                                | 6                                 | 23                                | 30                                | 13                                | 27                                |                                                                                  | —                                    |
| 2020 | "Darkness"                                                      | 28                                | —                                 | —                                 | 32                                | 31                                | 9                                 | 22                                | 35                                | 58                                | 13                                | 17                                | 18                                |                                                                                  | Music to Be Murdered By              |
| 2020 | "Godzilla" (ft. Juice Wrld)                                     | 3                                 | —                                 | —                                 | 3                                 | 6                                 | 6                                 | 1                                 | 2                                 | 7                                 | 4                                 | 1                                 | 2                                 |                                                                                  | Music to Be Murdered By              |

## Video alba
| Rok  | Název | US Video Chart | AUS DVD Chart | Ocenění                                 | Poznámky                                                                |
| ---- | --- | -------------- | ------------- | --------------------------------------- | ----------------------------------------------------------------------- |
| 2000 | The Up in Smoke Tour Vydáno: 5. prosince 2000 Vydavatel: RED Distribution, Eagle Rock Formát: DVD, UMD, VHS | 1              | 1             | US: 6× platinové AUS: 7× platinové      | Záznam z koncertní tour v roce 2000.                                    |
| 2000 | E Vydáno: 12. prosince 2000 Vydavatel: Aftermath, Interscope, PolyGram Video Formát: DVD, VHS               | 5              | —             | US: platinové AUS: platinové CAN: zlaté | Sedm upravených klipů k písním vydaných do roku 2000.                   |
| 2002 | All Access Europe Vydáno: 18. června 2002 Vydavatel: Interscope Formát: DVD, VHS                            | 1              | 1             | US: platinové AUS: 2× platinové         | Dokument o evropské tour z roku 2002.                                   |
| 2005 | Eminem Presents: The Anger Management Tour Vydáno: 28. června 2005 Vydavatel: Interscope Formát: DVD        | 2              | 5             | AUS: platinové                          | Záznam z koncertu v Detroitu z roku 2002, doplněný o scény ze zákulisí. |
| 2007 | Live from New York City 2005 Vydáno: 3. prosince 2005 (TV) Vydavatel: Showtime, Eagle Rock Formát: TV, DVD  | 13             | —             | —                                       | Záznam z koncertu v Madison Square Garden v roce 2005.                  |

## Hudební videa
Stav k 17. 3. 2022.
| Rok  | Píseň                    | Zhlédnutí (v milionech)                     |
| ---- | ------------------------ | ------------------------------------------- |
| 1998 | "Just Don't Give a Fuck" | 17                                          |
| 1999 | "My Name Is"             | 226                                         |
| 1999 | "Guilty Conscience"      | 56                                          |
| 1999 | "Role Model"             | 31                                          |
| 2000 | "The Real Slim Shady"    | 258                                         |
| 2000 | "The Way I Am"           | 182                                         |
| 2000 | "Stan"                   | 106 (krátká verze) 517 (dlouhá verze)       |
| 2002 | "Without Me"             | 1 363                                       |
| 2002 | "White America"          | 54                                          |
| 2002 | "Cleanin' Out My Closet" | 337                                         |
| 2002 | "Lose Yourself"          | 97                                          |
| 2003 | "Superman"               | 129                                         |
| 2003 | "Sing for the Moment"    | 413                                         |
| 2004 | "Mosh"                   | 3                                           |
| 2004 | "Just Lose It"           | 276                                         |
| 2004 | "Like Toy Soldiers"      | 421                                         |
| 2005 | "Mockingbird"            | 598                                         |
| 2005 | "Ass like That"          | 139                                         |
| 2005 | "When I'm Gone"          | 896                                         |
| 2006 | "Shake That"             | 145                                         |
| 2006 | "You Don't Know"         | 406                                         |
| 2009 | "We Made You"            | 233                                         |
| 2009 | "3 a.m."                 | 62                                          |
| 2009 | "Beautiful"              | 429                                         |
| 2010 | "Not Afraid"             | 1 624                                       |
| 2010 | "Love the Way You Lie"   | 2 372                                       |
| 2010 | "No Love"                | 579 (originální verze) 81 (upravená verze)  |
| 2011 | "Space Bound"            | 350                                         |
| 2013 | "Berzerk"                | 262 (originální verze) 2,1 (upravená verze) |
| 2013 | "Survival"               | 173                                         |
| 2013 | "Rap God"                | 1 278                                       |
| 2013 | "The Monster"            | 825 (originální verze) 12 (upravená verze)  |
| 2014 | "Headlights"             | 134                                         |
| 2014 | "Guts Over Fear"         | 238                                         |
| 2015 | "Detroit vs. Everybody"  | 60                                          |
| 2015 | "Phenomenal"             | 48                                          |
| 2017 | "Walk On Water"          | 74                                          |
| 2018 | "River"                  | 182                                         |
| 2018 | "Framed"                 | 28                                          |
| 2018 | "Fall"                   | 206                                         |
| 2018 | "Lucky You"              | 174                                         |
| 2018 | "Venom"                  | 651                                         |
| 2018 | "Good Guy"               | 47                                          |
| 2020 | "Darkness"               | 59                                          |